# Беслер, Мэтт
Мэ́ттью Скотт «Мэтт» Бе́слер (англ. Matthew Scott "Matt" Besler, фамилия произносится Бизлер [ˈbiːzlər]; род. 11 февраля 1987, Оверленд-Парк, Канзас, США) — американский футболист, защитник. Выступал за сборную США и клубы MLS «Спортинг Канзас-Сити» и «Остин». Участник чемпионата мира 2014 года.

## Клубная карьера

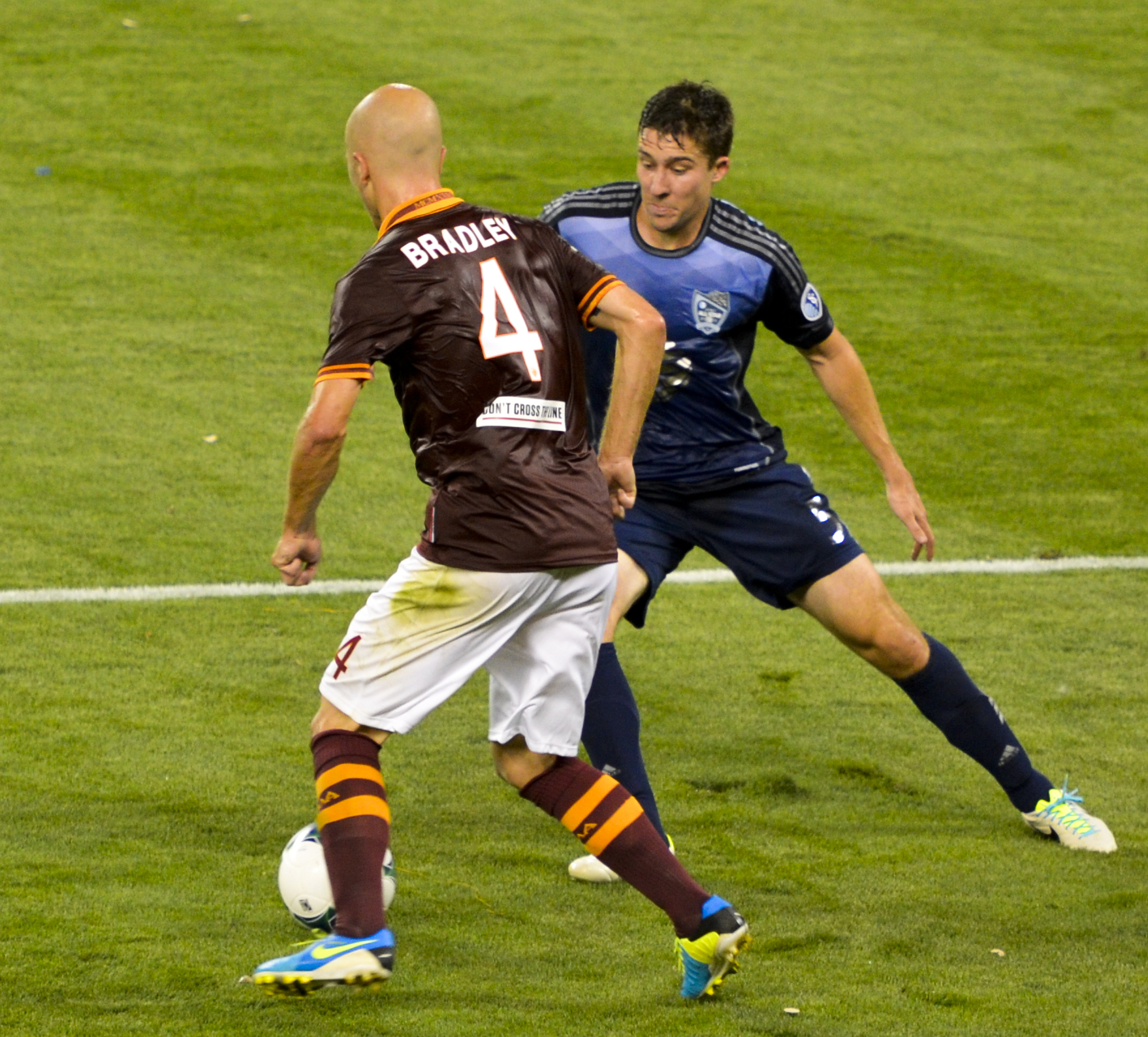
Беслер в матче всех звёзд MLS против Майкла Брэдли

### Ранняя карьера
В 2005—2008 годах Беслер играл за футбольную команду Университета Нотр-Дам, где проходил обучение.

### Карьера в MLS
На супердрафте MLS 2009 года Мэтт был выбран клубом «Канзас-Сити Уизардс» под общим восьмым номером. Его профессиональный дебют состоялся 28 марта в матче против «Колорадо Рэпидз», в котором он вышел на замену перед финальным свистком. 26 марта 2011 года в поединке против «Чикаго Файр» Беслер забил свой первый гол в профессиональной карьере. В том же году он впервые принял участие в матче всех звёзд MLS, против «Манчестер Юнайтед». В 2012 году Мэтт помог команде выиграть Кубок Ламар Ханта, реализовав послематчевый пенальти в ворота «Сиэтл Саундерс». В том же году он был признан защитником года в MLS. В декабре Беслер продлил контракт со «Спортингом» на три года, несмотря на интерес со стороны английских клубов «Бирмингем Сити» и «Куинз Парк Рейнджерс». В 2013 году Мэтт во второй раз принял участие в матче всех звезд MLS, против «Ромы». По окончании сезона 2020 Беслер покинул «Спортинг КС» в связи с истечением срока контракта.
6 января 2021 года Беслер на правах свободного агента присоединился к клубу-новичку MLS «Остин». 17 апреля он сыграл в матче стартового тура сезона 2021 против «Лос-Анджелеса», ставшем для «Остина» дебютом в MLS. 10 ноября 2021 года Мэтт Беслер объявил о завершении футбольной карьеры.

## Международная карьера
29 января 2013 года в товарищеском матче против сборной Канады Беслер дебютировал за сборную США. Летом того же года в составе национальной сборной Мэтт завоевал Золотой кубок КОНКАКАФ. На турнире он сыграл в трех матчах против сборных Сальвадора, Гондураса и Панамы.
В 2014 году Беслер в составе сборной принял участие в чемпионате мира в Бразилии. На турнире он сыграл в матчах против команд Ганы, Португалии, Германии и Бельгии.
Летом 2016 года Беслер принял участие в домашнем Кубке Америки. На турнире он сыграл в матче против команды Эквадора.
2 сентября 2016 года в матче квалификации к чемпионату мира 2018 против сборной Сент-Винсента и Гренадин Беслер забил первый гол за сборную США.
В 2017 году Беслер во второй раз стал обладателем Золотого кубка КОНКАКАФ. На турнире он сыграл в матчах против сборных Панамы, Никарагуа, Коста-Рики и Ямайки.

## Статистика

### Клубная
| Выступление          | Выступление      | Выступление      | Лига | Лига | Кубок | Кубок | Плей-офф | Плей-офф | Континент | Континент | Итого | Итого |
| Клуб                 | Лига             | Сезон            | Игры | Голы | Игры  | Голы  | Игры     | Голы     | Игры      | Голы      | Игры  | Голы  |
| -------------------- | ---------------- | ---------------- | ---- | ---- | ----- | ----- | -------- | -------- | --------- | --------- | ----- | ----- |
| Спортинг Канзас-Сити | MLS              | 2009             | 28   | 0    | 1     | 0     | 0        | 0        | 0         | 0         | 29    | 0     |
| Спортинг Канзас-Сити | MLS              | 2010             | 12   | 0    | 0     | 0     | 0        | 0        | 0         | 0         | 12    | 0     |
| Спортинг Канзас-Сити | MLS              | 2011             | 32   | 2    | 2     | 0     | 3        | 0        | 0         | 0         | 37    | 2     |
| Спортинг Канзас-Сити | MLS              | 2012             | 31   | 0    | 5     | 0     | 2        | 0        | 0         | 0         | 38    | 0     |
| Спортинг Канзас-Сити | MLS              | 2013             | 23   | 0    | 0     | 0     | 5        | 0        | 2         | 0         | 30    | 0     |
| Спортинг Канзас-Сити | MLS              | 2014             | 24   | 0    | 0     | 0     | 1        | 0        | 5         | 0         | 30    | 0     |
| Спортинг Канзас-Сити | MLS              | 2015             | 32   | 0    | 5     | 0     | 1        | 0        | 0         | 0         | 38    | 0     |
| Спортинг Канзас-Сити | MLS              | 2016             | 18   | 1    | 1     | 0     | 1        | 0        | 0         | 0         | 20    | 1     |
| Спортинг Канзас-Сити | MLS              | 2017             | 26   | 0    | 3     | 0     | 1        | 0        | 0         | 0         | 30    | 0     |
| Спортинг Канзас-Сити | MLS              | 2018             | 31   | 0    | 1     | 0     | 4        | 0        | 0         | 0         | 36    | 0     |
| Спортинг Канзас-Сити | MLS              | 2019             | 27   | 0    | 0     | 0     | 0        | 0        | 6         | 0         | 33    | 0     |
| Спортинг Канзас-Сити | MLS              | 2020             | 10   | 0    | 0     | 0     | 0        | 0        | 0         | 0         | 10    | 0     |
| Спортинг Канзас-Сити | Итого            | Итого            | 294  | 3    | 18    | 0     | 18       | 0        | 13        | 0         | 343   | 3     |
| Остин                | MLS              | 2021             | 20   | 0    | 0     | 0     | 0        | 0        | 0         | 0         | 20    | 0     |
| Остин                | Итого            | Итого            | 20   | 0    | 0     | 0     | 0        | 0        | 0         | 0         | 20    | 0     |
| Всего за карьеру     | Всего за карьеру | Всего за карьеру | 314  | 3    | 18    | 0     | 18       | 0        | 13        | 0         | 363   | 3     |

### Сборная
| Команда | Год   | Игр | Голы |
| ------- | ----- | --- | ---- |
| США     |       |     |      |
| 2013    | 12    | 0   |      |
| 2014    | 11    | 0   |      |
| 2015    | 6     | 0   |      |
| 2016    | 10    | 1   |      |
| 2017    | 8     | 0   |      |
| Всего   | Всего | 47  | 1    |

### Голы за сборную США
| №  | Дата            | Место                                                   | Противник                | Счёт | Результат | Соревнование                |
| -- | --------------- | ------------------------------------------------------- | ------------------------ | ---- | --------- | --------------------------- |
| 1. | 2 сентября 2016 | Арнос Вейл Стэдиум, Кингстаун, Сент-Винсент и Гренадины | Сент-Винсент и Гренадины | 2:0  | 6:0       | Чемпионат мира 2018 (отбор) |

## Достижения
Командные
 США
- Обладатель Золотого кубка КОНКАКАФ: 2013, 2017

 «Спортинг Канзас-Сити»
- Чемпион MLS (обладатель Кубка MLS): 2013
- Обладатель Кубка Ламара Ханта — 2012, 2015, 2017

Индивидуальные
- Защитник года в MLS: 2012
- Член символической сборной MLS: 2012, 2013
- Участник Матча всех звёзд MLS: 2011, 2013, 2014, 2015